# Daiki Suga
Daiki Suga (菅 大輝, Suga Daiki, Otaru, 10 september 1998) is een Japans voetballer die als middenvelder speelt bij Hokkaido Consadole Sapporo.

## Clubcarrière
Suga begon zijn carrière in 2016 bij Hokkaido Consadole Sapporo.

## Interlandcarrière
Suga maakte op 14 december 2019 zijn debuut in het Japans voetbalelftal tijdens een Oost-Aziatisch kampioenschap voetbal 2019 tegen Hongkong.

## Statistieken
| Japans voetbalelftal | Japans voetbalelftal | Japans voetbalelftal |
| Jaar                 | Wed.                 | Dlp.                 |
| -------------------- | -------------------- | -------------------- |
| 2019                 | 1                    | 1                    |
| Totaal               | 1                    | 1                    |